# Tyndall (cràter)
Tyndall és un cràter d'impacte relativament petit situat a la cara oculta de la Lluna, darrere del terminador sud-oriental. Està localitzat molt a prop de la vora exterior occidental del cràter més gran Pizzetti, i els dos estan separats només per alguns quilòmetres. Al sud-oest de Tyndall es troba el cràter Bjerknes, i a sud apareix Clark.

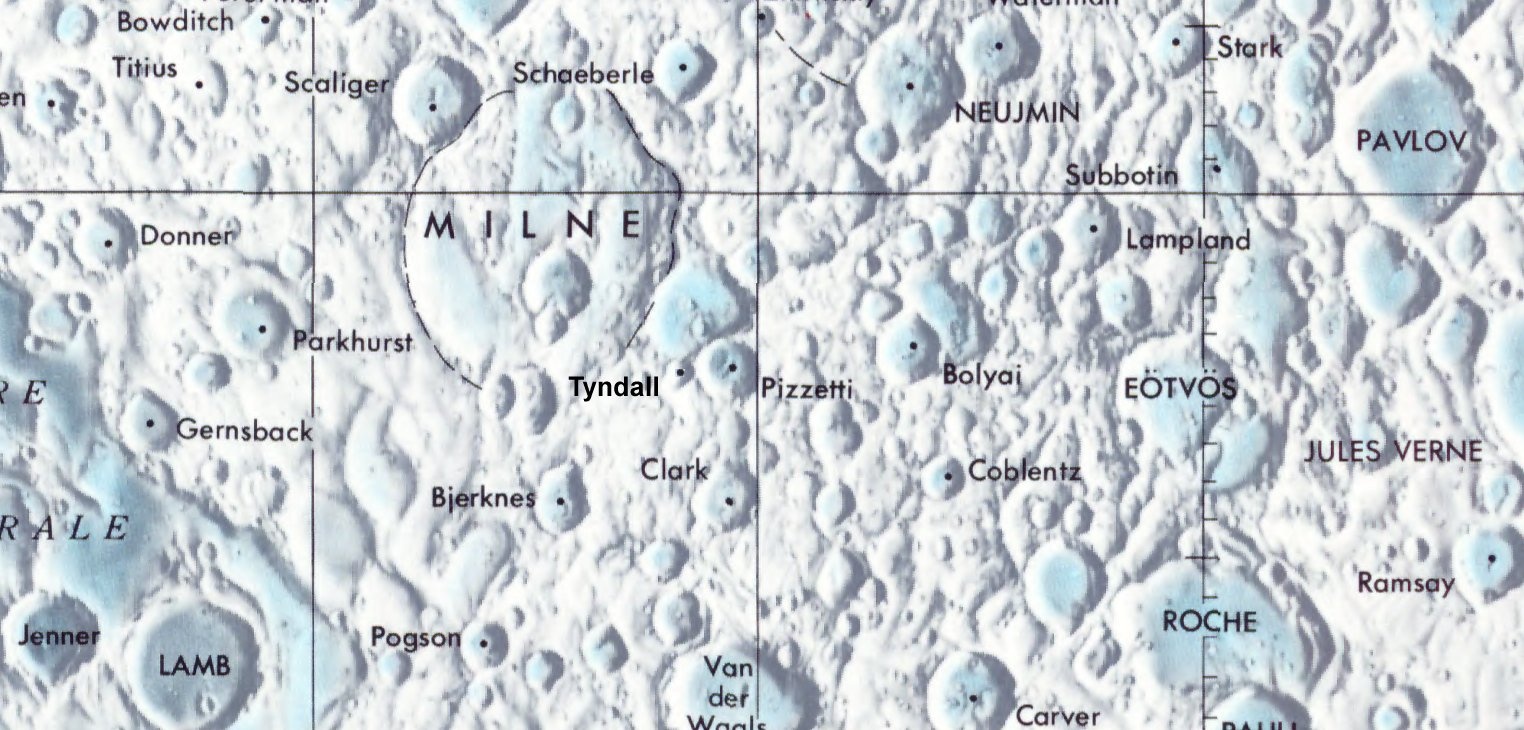
Localització de Tyndall (esquerra del centre de la imatge)
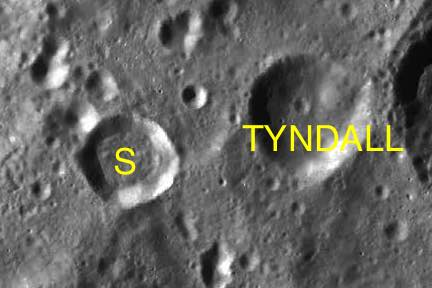
Cràters satèl·lit

Es tracta d'un cràter circular, en forma de bol, amb una lleugera protuberància cap a l'exterior a la cara oriental. El perfil de la vora no ha estat erosionat significativament i roman ben definit. La paret interior té algunes zones d'albedo lleugerament més alt en les cares sud i sud-oest. La resta de l'interior no té relativament de trets significatius, amb només uns cràters petits marcant la superfície.

## Cràters satèl·lit
Per convenció aquests elements són identificats en els mapes lunars posant la lletra en el costat del punt central del cràter que està més proper a Tyndall.
| Tyndall | Coordenades                            | Diàmetre |
| ------- | -------------------------------------- | -------- |
| S       | 35° 06′ S, 115° 42′ E / 35.1°S,115.7°E | 18 km    |